# Maurice Evans (basket-ball)
Pour les articles homonymes, voir Maurice Evans (homonymie) et Evans.
Maurice Eugene Evans, né le 8 novembre 1978 à Wichita au Kansas (États-Unis), est un joueur américain de basket-ball évoluant aux postes d'arrière et d'ailier.
Il a également été vice-président de l'Association des joueurs de la NBA.

## Équipes successives
- Timberwolves du Minnesota (2001-2002)
- Olympiakós Le Pirée (Grèce) (2002-2003)
- Benetton Trévise (Italie) (2003-2004)
- Kings de Sacramento (2004-2005)
- Pistons de Détroit (2005-2006)
- Lakers de Los Angeles (2006-2007)
- Magic d'Orlando (2007-2008)
- Hawks d'Atlanta (2008-février 2011)
- Wizards de Washington (février 2011-2012)

## Records sur une rencontre en NBA
Les records personnels de Maurice Evans en NBA sont les suivants, :
| Type de statistique        | Saison régulière | Saison régulière            | Saison régulière | Playoffs | Playoffs                 | Playoffs      |
| Type de statistique        | Record           | Adversaire                  | Date             | Record   | Adversaire               | Date          |
| -------------------------- | ---------------- | --------------------------- | ---------------- | -------- | ------------------------ | ------------- |
| Points                     | 27               | @ Hawks d'Atlanta           | 15 avril 2008    | 16       | @ Cavaliers de Cleveland | 7 mai 2009    |
| Paniers marqués            | 11               | @ Hawks d'Atlanta           | 15 avril 2008    | 7        | @ Cavaliers de Cleveland | 7 mai 2009    |
| Paniers tentés             | 16               | 3 fois                      | 3 fois           | 12       | 2 fois                   | 2 fois        |
| Paniers à 3 points réussis | 5                | @ Bobcats de Charlotte      | 6 février 2009   | 4        | Raptors de Toronto       | 20 avril 2008 |
| Paniers à 3 points tentés  | 8                | 2 fois                      | 2 fois           | 6        | 3 fois                   | 3 fois        |
| Lancers francs réussis     | 8                | @ Warriors de Golden State  | 25 février 2007  | 4        | Bucks de Milwaukee       | 3 mai 2006    |
| Lancers francs tentés      | 9                | @ Warriors de Golden State  | 25 février 2007  | 4        | 3 fois                   | 3 fois        |
| Rebonds offensifs          | 7                | Heat de Miami               | 23 décembre 2004 | 3        | 2 fois                   | 2 fois        |
| Rebonds défensifs          | 8                | 2 fois                      | 2 fois           | 3        | 5 fois                   | 5 fois        |
| Rebonds totaux             | 14               | Grizzlies de Memphis        | 8 mars 2005      | 4        | 2 fois                   | 2 fois        |
| Passes décisives           | 7                | Spurs de San Antonio        | 25 mars 2008     | 4        | @ Cavaliers de Cleveland | 7 mai 2009    |
| Interceptions              | 4                | 3 fois                      | 3 fois           | 2        | 4 fois                   | 4 fois        |
| Contres                    | 2                | 10 fois                     | 10 fois          | 1        | 5 fois                   | 5 fois        |
| Balles perdues             | 4                | 3 fois                      | 3 fois           | 3        | 2 fois                   | 2 fois        |
| Minutes jouées             | 45               | @ Timberwolves du Minnesota | 6 mars 2007      | 35       | Raptors de Toronto       | 20 avril 2008 |

- Double-double : 1
- Triple-double : 0